# كالي كوكو
كيلي كريستيان كوكو (بالإنجليزية: Kaley Christine Cuoco)‏ (ولدت في 30 نوفمبر، 1985) ممثلة تيلفيزيونية أمريكية.

## سيرتها الذاتية
ولدت في 30 نوفمبر1985 في مدينة أوكسنارد، كاليفورنيا في مقاطعة فينتورا، كاليفورنيا التابعة لولاية كاليفورنيا على الساحل الجنوبي الغربي للولايات المتحدة الأمريكية لأبوين هما جاري كارمن كوكو وهو تاجر عقارات وزوجته ربة البيت السيدة لاين وينجيت [بحاجة لمصدر].

## مشوارها الفني
اشتهرت بالتمثيل في المسلسلات الأمريكية الكوميدية المعروفة باسم السيتكومس (Sitcoms) وأشهر أدوارها هو بريدجيت هينيسي في مسلسل ثمان قواعد بسيطة "eight Simple Rules" من 2002-2005
و لعبت أيضا دور بيلي جينكينز في الموسم الثامن من مسلسل المسحورات
و تتقمص منذ سبتمبر 2007 دور بيني في المسلسل الكوميدي الأمريكي «نظرية الانفجار الكبير» (بالإنجليزية: The Big Bang Theory)‏.

## روابط خارجية
- كالي كوكو على موقع IMDb (الإنجليزية)
- كالي كوكو على موقع ميتاكريتيك (الإنجليزية)
- كالي كوكو على موقع ميتاكريتيك (الإنجليزية)
- كالي كوكو على موقع روتن توميتوز (الإنجليزية)
- كالي كوكو على موقع قاعدة بيانات الأفلام العربية
- كالي كوكو على موقع ألو سيني (الفرنسية)
- كالي كوكو على موقع تيرنر كلاسيك موفيز (الإنجليزية)
- كالي كوكو على موقع أول موفي (الإنجليزية)
- كالي كوكو على موقع بوكس أوفيس موجو (الإنجليزية)
- كالي كوكو على موقع قاعدة بيانات الأفلام السويدية (السويدية)